# Праведники народів світу з України
Праведники народів світу з України — за своєю кількістю на четвертому місці в світі після Польщі, Нідерландів та Франції. Загалом більше двох з половиною тисяч українців отримали це почесне звання

## Опис
За час Голокосту було знищено 6 мільйонів євреїв в Європі, серед яких 1,5 мільйона дітей. За період з 1941 по 1945 року в Україні фашистами було знищено 1,5 мільйона євреїв. Цифри ці досить умовні, так як повного поіменного списку жертв цієї трагедії немає.
Міжнародним інститутом збереження пам'яті жертв Голокосту Яд Вашем, в 1953 році був прийнятий закон про те, щоб віддати належне тим людям не єврейської національності, які під час Другої світової війни рятували євреїв. А в 1963 році були визначені критерії присвоєння звання Праведник народів світу.
Країни, які були залучені в Другій світовій війні виявляли таких, оформляли необхідні для цього документи, відповідно до інструкції і критеріями присвоєння звання, встановленим Яд Вашем про Праведників народів світу. А потім на спеціальній комісії з Праведників Народів Світу приймалося остаточне рішення по кожній конкретній людині.
Люди по — різному проявляють себе у важкі часи, в критичних обставинах. Були герої, ті, хто ризикував не тільки своїм власним життям, а й життям своєї родини і оточення, рятуючи інших. Були і зрадники. 1 січня 2011, звання Праведник народів світу отримали 2363 громадяни України.

## Праведник народів світу
Праведники народів світу (івр. חסידי אומות העולם, хасидей умот ха-олам) — це почесне звання присуджується Державою Ізраїль тим, хто в роки Другої світової війни рятував євреїв від знищення, на території Європи, окупованій нацистами. Походження терміна бере свій початок в юдаїзмі. Спочатку так позначали неєвреїв, які дотримуються семи основних заповідей з 613-ти, обов'язкових для євреїв.
Визнані отримують медаль і Почесну грамоту, а їх імена увічнюють в Яд Вашем на Горі Пам'яті в Єрусалимі.

## Праведники з України
Після закінчення Другої світової війни в СРСР факт порятунку євреїв замовчувався, втім, як і сама історія Голокосту. За деяким політичним та ідеологічним поглядам, згадувати про своє спасіння або бути «рятівником євреїв» було неможливо. У зв'язку з тим, що дипломатичні відносини СРСР і Держави Ізраїль в ті роки були розірвані — це виключило можливість для врятованих євреїв, чиновників з Ізраїлю подавати або отримати в Україні будь-яку інформацію. Тому пошук Праведників народів світу в Україні активізувався відносно пізно, коли розпався СРСР. Тема про Праведників Світу на пострадянському просторі почала підніматися єврейськими організаціями колишніх в'язнів гетто і концтаборів, так як серед їх членів була велика кількість тих євреїв, які були врятовані не євреями.
Варто відзначити, було упущено таку кількість років, що пішли з життя багато тих, хто по праву міг претендувати і бути удостоєним цього високого звання. Звичайно, тоді вже залишилося небагато живих рятувальників, врятованих і свідків. Згідно з даними на 1 січня 2017, в Україні 2,573 людини удостоїлися звання Праведників народів світу.
За даними Яд Вашем, ця цифра ледь відображає десяту частину зібраних свідчень про акти порятунку. І до цього дня робота з пошуку триває. В основному цим займаються представники єврейських організацій, місцевих єврейських громад, а також окремі особи.
Сьогодні Україна займає четверте місце за кількістю праведників після Польщі, Нідерландів та Франції. Загалом більше двох з половиною тисяч українців, отримало почесне звання.
У західних же країнах, почесне звання Праведника народів світу стали вручати, починаючи з 60-х років.
У березні 2021 року Об'єднана єврейська община України спільно з Українським інститутом вивчення Голокосту «ТКУМА» створили цифровий проєкт «Праведники народів світу. Україна», метою якого є вшанувати подвиг українців, які в роки нацистського терору ризикували власним життям і життями своїх рідних для порятунку євреїв, а також поширити інформацію про людей, які виявили милосердя і надавали допомогу єврейському населенню попри смертельну небезпеку для себе та близьких. На момент запуску проєкту в базі містилися загальні дані про 2569 Праведників, та до 121 Праведнику була додана біографія та історія врятування.

## Праведники Одеси

### Серед перших
В Одесі одними з перших, хто був удостоєний почесного звання Праведник народів світу стала сім'я Шевальова. Євген Олександрович, доктор наук, професор, в роки окупації був завідувачем Одеської психіатричної лікарні. Він врятував від смерті своїх хворих, в тому числі понад трьохсот євреїв, серед яких були співробітники лікарні та інші громадяни Одеси.
Надія Іванівна Коломийченко та її батьки в Доманівці ховали трьох осіб. Один з врятованих — Штаркман Семен став її чоловіком.
Народний артист України — Генріх Осташевський також був удостоєний почесного звання. У роки Другої світової війни він і його сім'я врятували дві єврейські родини.
І таких прикладів в історії України, зокрема в Одесі та регіоні безліч.

### Нагородженні посмертно
Сім'я Волошиних — Анна Волошина і Омелян Волошин, батьки нині живого Василя Волошина, Праведника народів світу, були удостоєні цього високого звання посмертно.
Прийомні батьки врятованої колишньої ув'язненої Владової Мальвіни Яків і Олександра Ясинський, були удостоєні посмертно почесного звання Праведник народів світу.
В Одесі та регіоні почесним званням Праведник народів світу були удостоєні понад 250 осіб. 200 з них були нагороджені за життя, інші посмертно. І в пам'ять про них, в Прохоровському сквері висаджена іменна алея.

### Ті, хто живі
В даний час в живих залишилося лише кілька людей.
Данільянц Олімпіада Георгіївна — 1922 року народження. У 2002 році Олімпіада Георгіївна була нагороджена президентом України орденом «За заслуги» III ступеня.
Єгорова Ірина Іванівна — 1920 року народження. У роки окупації вона ховала в своєму будинку євреїв.
Волошин Василь Омелянович — 1928 року народження.Ним і його сім'єю, батьком і матір'ю було врятовано двадцять єврейських життів. На одній із зустрічей Василь Омелянович сказав:
|  | Мене часто запитують, чи боявся я? Звичайно ж, було страшно! Але ми так виховані - віддавати останню крихту, не залишати після себе «чорний слід» |

Їх імена відображені в одеському музеї «Голокосту», в окремій кімнаті, присвяченій Праведникам народів світу м. Одеси і регіону.
Списки всіх відомих на сьогоднішній день Праведників народів світу в Україні.

### Допомога Праведникам
З дня заснування Одеської регіональної асоціації колишніх в'язнів гетто і концтаборів, під керівництвом Шварцмана Романа Марковича, була виділена спеціальна група людей з числа ради асоціації, яка активно займається виявленням тих, хто за часів війни рятував євреїв. І вже за підсумком виявлення оформляє документи і відправляє в Яд Вашем на розгляд. За час створення асоціації, було виявлено понад 250 осіб.
Праведники народів світу в Одесі є членами асоціації колишніх в'язнів гетто і концтаборів, користуються усіма соціальними пільгами, як і пережили Катастрофу. «UJA Federation of New York» єврейський — американський фонд для праведників надає їм фінансову допомогу. Щомісячну соціальну продовольчу і медичну допомогу надає їм Хесед.
Члени асоціації з глибокою повагою ставляться до цих людей. Проводяться вшанування цих людей, відвідування на дому, надання всебічної допомоги, необхідної для життя і діяльності цих людей.
З 2002 року рада асоціації ухвалила рішення клопотати перед президентом про нагородження їх орденом за мужність.
Близько 15 людей отримали державні нагороди, в тому числі: Волошин Василь Омелянович, Данільянц Олімпіада Георгіенва, Єгорова Ірина Іванівна, Єременко Клавдія Іванівна, Коломийченко Надія Іванівна та інші.

## Факти
Понад 2,5 тисячі імен визнаних Праведників народів світу з України, висічені на стіні честі в єрусалимському Яд Вашемі.
Одна з відомих фраз Вавилонського Тамуду, яка звучить у фільмі про Праведника народів світу Оскара Шиндлера, в культовому фільмі «Список Шиндлера»:
|  | Той, хто рятує одне життя, рятує весь світ |